# Christophe de Beaumont
Christophe de Beaumont du Repaire (Meyrals, 26 luglio 1703 – Parigi, 12 dicembre 1781) è stato un arcivescovo cattolico francese.

## Biografia
Christophe de Beaumont apparteneva a una nobile famiglia del Delfinato, che gli diede i natali il 26 luglio 1703 al Château de la Roque, presso Meyrals.
Intrapresa la carriera ecclesiastica, venne nominato sacerdote nel 1734 e, dal 1741, divenne vescovo di Bayonne. Nel 1743 venne nominato arcivescovo di Vienne e infine, nel 1746, passò all'arcidiocesi di Parigi, che resse per quarantatré anni sino alla sua morte nel 1781. Ricordato per la sua inesauribile carità, fu in realtà un fiero combattente dei giansenisti: per costringerli ad accettare la bolla Unigenitus del pontefice, con la quale si condannavano queste dottrine, ordinò ai sacerdoti della sua diocesi di rifiutare l'assoluzione agli oppositori e di negare loro i funerali religiosi.
A causa della sua opposizione al giansenismo, ebbe notevoli contrasti anche con il parlamento parigino, che minacciò di sequestrare i suoi beni. Il re cercò di vietare ai parlamentari di interferire nelle questioni spirituali, ma alla fine dovette cedere alle pressioni dei deputati e intimare l'esilio forzato all'arcivescovo nell'agosto 1754. Egli rifiutò di delegare i propri poteri a un coadiutore e rifiutò persino la berretta cardinalizia, limitandosi a mantenere il proprio titolo pur vivendo fuori dalla diocesi. La situazione paradossale impose un suo ritorno in sede dopo breve tempo.
All'attacco ai giansenisti, aggiunse quello ai filosofi illuministi con la pubblicazione di una lettera pastorale con la quale condannò l'Émile di Jean Jacques Rousseau. Quest'ultimo rispose nel 1762 con la famosa Lettera a Christophe de Beaumont, indirizzata appunto al prelato, ove sostenne la necessità di difendere la libertà di discussione in questioni religiose e contrastando col pensiero di imporre una credenza religiosa a tutti i costi.
Morì il 12 dicembre 1781 a Parigi. La sua salma venne esposta e sepolta nella cattedrale di Notre-Dame di Parigi.

## Genealogia episcopale e successione apostolica
La genealogia episcopale è:
- Cardinale Guillaume d'Estouteville, O.S.B.Clun.
- Papa Sisto IV
- Papa Giulio II
- Cardinale Raffaele Sansone Riario
- Papa Leone X
- Papa Paolo III
- Cardinale Francesco Pisani
- Cardinale Alfonso Gesualdo di Conza
- Papa Clemente VIII
- Cardinale Pietro Aldobrandini
- Cardinale Laudivio Zacchia
- Cardinale Antonio Barberini, O.F.M.Cap.
- Cardinale Nicolò Guidi di Bagno
- Arcivescovo François de Harlay de Champvallon
- Cardinale Louis-Antoine de Noailles
- Vescovo Jean-François Salgues de Valderies de Lescure
- Arcivescovo Louis-Jacques Chapt de Rastignac
- Arcivescovo Christophe de Beaumont

La successione apostolica è:
- Vescovo Pierre de La Romagère de Ronssecy (1751)
- Vescovo Lucretius-Henri-François de La Tour du Pin Montauban (1752)
- Vescovo Félicien Bocon de La Merlière (1752)
- Vescovo Jean de Bonneguise (1752)
- Vescovo Joseph de Saint-André de Marnays de Vercel (1752)
- Vescovo Jean-Sébastien de Barral (1752)
- Vescovo Charles-Gilbert de May de Termont (1753)
- Cardinale Louis-Joseph de Montmorency-Laval (1754)
- Vescovo Joseph-Amédée de Broglie (1754)
- Vescovo Claude Drouas de Boussey (1754)
- Arcivescovo Jean-Armand de Bessuéjouls Roquelaure (1754)
- Vescovo Aymard-Chrétien-François-Michel de Nicolay (1754)
- Vescovo François-Joseph de Brunes de Monlouet (1755)
- Vescovo Pierre-Annet de Pérouse (1755)
- Cardinale Louis-René-Édouard de Rohan-Guéménée (1760)
- Vescovo Henri-Louis-René des Nos (1761)
- Vescovo Joseph-Dominique de Cheylus (1762)
- Vescovo Henri-Joseph-Claude de Bourdeilles (1762)
- Vescovo Charles de La Cropte de Chanterac (1763)
- Vescovo Joseph-François d'Andigné de la Chasse (1763)
- Vescovo François Bareau de Girac (1766)
- Vescovo Emmanuel-François de Bausset-Roquefort (1766)
- Vescovo Joseph-François de Malide (1766)
- Vescovo Jean-Marc de Royére (1767)
- Vescovo François-Joseph-Emmanuel de Crussol d'Uzès d'Amboise (1768)
- Cardinale César-Guillaume de La Luzerne (1770)
- Vescovo François-Fiacre de Grave (1772)
- Vescovo Gabriel-Louis de Rougé (1772)
- Vescovo Louis-Emmanuel de Cugnac (1772)
- Vescovo Jean-François de La Marche (1772)
- Vescovo François-Auguste de La Roque, B. (1775)
- Vescovo Alexandre-François-Amédée-Adonis-Louis-Joseph de Lauzières de Thémines (1776)
- Vescovo Louis-Marie de Nicolay (1777)
- Vescovo Camille-Louis-Apollinaire de Polignac (1779)
- Vescovo Marie-Joseph Green de Saint-Marsault (1779)